# George Albert Boulenger
George Albert Boulenger (19 d'octubre de 1858 – 23 de novembre de 1937) va ser un zoòleg que va tenir la nacionalitat belga i britànica.

## Biografia
Boulenger nasqué a Brussel·les, Bèlgica. Es graduà en Ciències Naturals el 1876 a la Universitat Lliure de Brussel·les. Treballà al Museu d'Història Natural de la capital de Bèlgica. Visità amb freqüència els Museu Nacional d'Història Natural de París i el Museu Britànic de Londres.
El 1880, el van invitar a treballar al Natural History Museum, aleshores un departament del British Museum, amb la tasca de catalogar amfibis, es va nacionalitzar britànic. Es va jubilar el 1920 i va fer un estudi botànic sobre el gènere Rosa. Morí a Saint Malo (França) el 1937
Va descriure 1.096 espècies de peixos, 556 espècies d'amfibis i 872 espècies de rèptils.
Malgrat que mai va estar a l'Àfrica, (el Congo, però, era colònia belga) era un expert en els peixos d'aigua dolça africans i va donar nom científic al peix Tilapia mariae.

## Algunes espècies descrites per Boulenger
Amfibis
- Allobates femoralis 1884
- Allobates kingsburyi 1918
- Allobates ranoides 1918
- Allobates trilineatus 1884
- Ansonia muelleri 1887
- Aromobates alboguttatus 1903
- Arthroleptis spinalis 1919
- Arthroleptis taeniatus 1906
- Arthroleptis xenochirus 1905
- Arthroleptis xenodactylus 1909
- Astylosternus batesi 1900
- Atelopus elegans 1882
- Atelopus erythropus 1903
- Atelopus oxyrhynchus 1903
- Atelopus pulcher 1882
- Atelopus spurrelli 1914
- Atelopus tricolor 1902
- Bombina maxima 1905
- Bombina orientalis 1890
- Breviceps macrops 1907
- Bufo blanfordii 1882
- Bufo dodsoni 1895
- Bufo gracilipes 1899
- Bufo latifrons 1900
- Bufo lemairii 1901
- Bufo luetkenii 1891
- Bufo microtympanum 1882
- Bufo parietalis 1882
- Bufo superciliaris 1888
- Bufo vittatus 1906
- Cardioglossa elegans 1906
- Cardioglossa escalerae 1903
- Cardioglossa gracilis 1900
- Cardioglossa leucomystax 1903
- Ischnocnema ramagii 1888
- Leptodactylodon albiventris 1905
- Leptodactylodon ventrimarmoratus 1904
- Leptopelis brevipes 1906
- Leptopelis calcaratus 1906
- Leptopelis christyi 1912
- Leptopelis gramineus 1898
- Leptopelis millsoni 1895
- Leptopelis ragazzii 1896
- Leptopelis vannutellii 1898
- Leptopelis vermiculatus 1909
- Mannophryne collaris 1912
- Nyctibates corrugatus 1904
- Scotobleps gabonicus 1900
- Trichobatrachus robustus 1900

## Abreviatura
L'abreviatura Boulenger es fa servir per indicar  George Albert Boulenger com autoritat en la descripció i taxonomia dins la zoologia.